# Bildtafel der Strassensignale in der Schweiz und in Liechtenstein

Signal Höchst- geschwindigkeit

Die Bildtafeln der Strassensignale in der Schweiz und in Liechtenstein wurden seit ihrer Einführung mehrfach ergänzt, verändert und erneuert.
Gültig ist die Bildtafel der Strassensignale in der Schweiz und in Liechtenstein seit 2021.

## Liste der Bildtafeln der Strassensignale in der Schweiz und in Liechtenstein
- Bildtafel der Strassensignale in der Schweiz vor 1932
- Bildtafel der Strassensignale in der Schweiz und in Liechtenstein von 1932 bis 1963
- Bildtafel der Strassensignale in der Schweiz und in Liechtenstein von 1963 bis 1979
- Bildtafel der Strassensignale in der Schweiz und in Liechtenstein von 1980 bis 2023
- Bildtafel der Strassensignale in der Schweiz und in Liechtenstein seit 2023